# Vilniaus žinios
Vilniaus žinios (deutsch Wilnaer Nachrichten) war eine Zeitung, die zwischen 1904 und 1909 in Vilnius herausgegeben wurde.

## Geschichte
Die Zeitung erschien als erste legale Tageszeitung auf Litauisch, nachdem das litauische Presseverbot am 7. Mai 1904 aufgehoben worden war. Die erste Ausgabe erschien am 23. Dezember 1904, die letzte nach 1175 Nummern am 17. März 1909. Vilniaus žinios wurde von Petras Vileišis begründet, der sie in seiner Druckerei herstellte und offiziell als Herausgeber fungierte. Tatsächlich wurde die Zeitung anfänglich von Jonas Jablonskis und Povilas Višinskis herausgegeben, später von Jonas Kriaučiūnas, Juozas Tumas-Vaižgantas, Jonas Vileišis und anderen.
Zunächst war das Interesse an der neuen Zeitung groß, die Auflage erreichte 1905 die Zahl von 6000 Exemplaren. Die Mitarbeiter der Zeitung waren Mitorganisatoren der Großen Versammlung von Vilnius Ende 1905. Das Interesse ebbte bald danach ab, als die Zeitung sich um eine unparteiische Position bemühte und Nachrichten aus dem ganzen Land veröffentlichte. Vilniaus žinios gelang es nicht, ein fest umrissenes publizistisches Profil zu entwickeln, die beteiligten Personen wechselten häufig. Die katholische Landbevölkerung wurde am Anfang durch eine religionsfeindliche Haltung verprellt. Juozas Tumas-Vaižgantas versprach Ende 1906, als er neuer Herausgeber wurde, von dieser Position abzurücken. Dies rettete die Zeitung jedoch nicht, da dadurch die liberale, städtische Intelligenzija als Leserschaft verloren ging. Die Auflage ging auf 2000 Exemplare zurück und Anfang 1907 war die Zeitung pleite.
Nach einer Unterbrechung von einigen Monaten belebte Petras Vileišis die Zeitung neu und verkaufte sie im Oktober 1907 an eine Gesellschaft im Besitz von Jonas Vileišis und anderen. Vilniaus žinios orientierte sich nun an den Positionen der litauischen Sozialdemokraten. Dies entfremdete sie den katholischen Pfarrern und der Landbevölkerung noch mehr, die Auflage sank weiter. Im März 1909 geriet die Zeitung erneut in finanzielle Schwierigkeiten und wurde aufgegeben.

## Quelle
- Vytas Urbonas: Lietuvos žurnalistikos istorija. 2. Auflage. Klaipėdos universiteto leidykla, Klaipėda 2002, ISBN 9955-456-49-3, S. 88–90 (litauisch).